# Les Mées (Alpes-de-Haute-Provence)
Les Mées település Franciaországban, Alpes-de-Haute-Provence megyében. Lakosainak száma 3992 fő (2022. január 1.). Les Mées Le Castellet, Château-Arnoux-Saint-Auban, L’Escale, Ganagobie, Lurs, Malijai, Montfort, Oraison, Peyruis és Puimichel községekkel határos.

## Népesség
A település népességének változása:
| Lakosok száma | 2063 | 2275 | 2601 | 3352 | 3592 | 3664 | 3735 | 3751 | 3766 | 3992 |
|               | 1968 | 1982 | 1990 | 2006 | 2013 | 2015 | 2017 | 2019 | 2020 | 2022 |